# Live: Take No Prisoners
Albums de Lou Reed
Street Hassle
(1978) The Bells
(1979)
Live: Take No Prisoners est le troisième album live de Lou Reed, enregistré et sorti en 1978. De longs monologues sont intercalés entre les chansons.

## Titres
Toutes les chansons sont de Lou Reed.

### Face 1
1. Sweet Jane – 10:44
2. I Wanna Be Black – 6:27
3. Satellite of Love – 7:06

### Face 2
1. Pale Blue Eyes – 7:37
2. Berlin – 6:14
3. I'm Waiting for the Man – 13:59

### Face 3
1. Coney Island Baby – 8:37
2. Street Hassle – 13:15

### Face 4
1. Walk on the Wild Side – 16:54
2. Leave Me Alone – 7:29

## Musiciens
- Lou Reed : chant, guitare, synthétiseur
- Stuart Heinrich : guitare, chœurs
- Marty Fogel : saxophone
- Michael Fonfara : piano électrique
- Ellard « Moose » Boles : basse, chœurs
- Michael Suchorsky : batterie
- Angel Howell : tambourin, chœurs
- Chrissy Faith : chœurs